# Gottlieb Ferdinand Rojahn
Gottlieb Ferdinand Rojahn, född 26 april 1860 i Kristiansand, död 1928 i Tønsberg, var en norsk musikkritiker. 
Rojahn blev student 1878, teologie kandidat 1887 och var därefter anställd som organist och lärare i Tønsberg. Under studieåren hade han även studerat orgelspel hos Peter Brynie Lindeman och musikteori hos Ludvig Mathias Lindeman och fortsatte senare sina musikstudier i Leipzig (1893) och Berlin (1896–97). 
Förutom korrespondens, referat och kritik angående musik i "Morgenbladet", "Musik- und Theaterwelt" och andra tidningar skrev han Kortfattet Haandbog om Orglet (1891) och Kortfattet Haandbog om Pianoet (1892), som även  ger en framställning av orgelns och pianots historia. Med anledning av Kristiansands 250-årsjubileum skrev han Historisk Oversigt over Musikforholdene i Christianssand ("Kristiansands Tidende" 1892) och 1896 en festskrift med anledning av Tønsberg Sangforenings 50-årsjubileum, vilken även ger bidrag till manssångens historia i Norge i sin helhet. Han gav även konserter och höll musikhistoriska föredrag i olika norska städer.